# Орашье (футбольный клуб)
«О́рашье» (босн. и хорв. Hrvatski Nogometni Klub Orašje) — боснийский футбольный клуб из одноимённого города, выступающий в Первой лиге.

## История
Клуб основан в 1996 году. В 1998 году команда принимала участие в финале Кубка Боснии и Герцеговины, но уступила клубу «Сараево» по сумме двух матчей (0:0 и 0:1). В 2006 году «Орашье» снова смог пробиться в финал Кубка, его соперником в финальном матче стал клуб «Широки Бриег». В первом матче была зафиксирована ничья 0:0, а во втором «Орашье» уверенно победил 3:0 и завоевал трофей, а вместе с ним и право на участие в Кубке УЕФА. Соперником боснийского клуба стал словенский «Домжале». В домашнем матче команда уступила со счётом 0:2, а на выезде была разгромлена 0:5 и вылетела из турнира. В 2009 году клуб занял предпоследнее, 15-е место в Премьер-лиге и вылетел в Первую лигу. Высшее достижение команды в Премьер-лиге — 7-е место в 2005 году. Фанатами «Орашья» являются преимущественно хорваты. Домашние матчи клуб проводит на Городском стадионе Орашье, вмещающем 3 000 зрителей.

## Выступления клуба в еврокубках
- 1Q = первый квалификационный раунд

| Сезон   | Турнир     | Раунд | Страна        | Клуб    | Счёт     |
| ------- | ---------- | ----- | ------------- | ------- | -------- |
| 2006-07 | Кубок УЕФА | 1Q    | Флаг Словении | Домжале | 0-2, 0-5 |

## Достижения
- Обладатель Кубка Боснии и Герцеговины (1):  2006
- Финалист Кубка Боснии и Герцеговины (1): 1998

## Известные игроки
- Йосип Лукачевич